# Kanton Palestina
Der Kanton Palestina befindet sich in der Provinz Guayas im zentralen Westen von Ecuador. Er besitzt eine Fläche von 194,2 km². Im Jahr 2020 lag die Einwohnerzahl schätzungsweise bei 18.450. Verwaltungssitz des Kantons ist die Kleinstadt Palestina mit 8480 Einwohnern (Stand 2010). Der Kanton Palestina wurde am 25. Juli 1988 gegründet. Zuvor gehörte das Gebiet zum Kanton Santa Lucía.

## Lage
Der Kanton Palestina liegt im Tiefland im Norden der Provinz Guayas. Der Hauptort Palestina befindet sich am linken Flussufer des Río Daule, 63 km nordnordwestlich der Provinzhauptstadt Guayaquil. Der Kanton wird im Westen vom Río Daule sowie im Osten von den Flüssen Río Macul und Río Pula begrenzt. Die Fernstraße E48 (Guayaquil–Velasco Ibarra) führt durch den Kanton und am Hauptort Palestina vorbei. Die E484 zweigt bei Palestina nach Osten ab und führt nach Vinces.
Der Kanton Palestina grenzt Osten an die Provinz Los Ríos mit dem Kanton Vinces, im Südosten an den Kanton Salitre, im Süden an den Kanton Santa Lucía sowie im Westen und im Norden an den Kanton Colimes.

## Verwaltungsgliederung
Der Kanton Palestina wird von der gleichnamigen Parroquia urbana („städtisches Kirchspiel“) gebildet.